# Šóka šimpútai
Šóka šimpútai (japonsky 生花新風体), je termín označující jeden ze směrů aranžování ve stylu ikebana. Japonské umění aranžování květin snaží vytvořit harmonii lineární konstrukce, rytmu a barvy, zdůrazňuje linie díla. Ikebana věnuje pozornost váze, stonkům, listům a větvím stejnou měrou jako květům. Celá struktura japonského aranžování květin je založena na liniích alegorizujících nebe, zemi a lidstvo. Šóka šimpútai není omezena pravidly velikostí a směrováním linií ikebany. Šóka šimpútai je vytvořena ve vztahu k čajovému obřadu, kdy v čajovně bývá jednoduché aranžmá. Aranžmá šóka šimpútai je estetizované sdělení.

## Historie
Šóka šimpútai (生花新風体) patří do stylu ikebany nazývaného šóka, jenž je poměrně jednoduchý a kam patří také nageire nebo šóka šófútai (生花正風体). Zatímco tyto styly jsou starší, šóka šófútai pochází z 19. a počátku 20. století, šóka šimpútai byl vytvořen na konci 80. let 20. století.
Styl šóka je vyvíjen dlouhou dobu, na mnoha školách ikebany. Šóka byla jako styl jasně vyznačena prací autora Sendžó Ikenobó (池坊 專定), Sóka Hjakki (草花百規 (sto příkladů ikebany), 1820). V období Meidži (1868–1912), ředitel školy ikebany Senšo Ikenobó jasně sjednotil předpisy úpravy šóka šófútai. Šófútai znamená ortodoxní nebo tradiční styl. Manýristické tendence  se ale opět začaly objevovat, a snaha vymanit se z tohoto manýrismu nebyla úspěšná až do období Taišó (1912–1926). Výsledkem byl styl moderní nageire a moribany a moderní styly šóka. Tyto styly byly také významně ovlivnila evropská kultura pronikající do Japonska. 

Po druhé světové válce byla  ikebana chápána některými jako umění. Drát, kov a kámen byly používány stejně  jako květiny, a to až do té míry, že bylo někdy obtížné odlišit výsledek od sochy. Šóka šimpútai byla vytvořena jako samostatný typ v roce 1977 ředitelem školy Sen'ei Ikenobó (池坊 専永). Dvě hlavní části, šu a jo, na sebe navzájem reagují kontrastními a přesto harmonickými vlastnostmi. Třetí část celku, aširai, se často přidává jako výplň. V období vývoje šóka šimpútai byly nové principy také použity u stylu rikka (立花) a rikka šimpútai (立花新風体) se v 21. století stala také populární.

## Popis
Šóka šimpútai je typ aranžmá, které sestává ze dvou hlavních částí. Šu, a jo, které reaguje na šu. Prázdný prostor doplňuje ašarai. Prvky jsou často upevněny v kenzanu. Mezi výškou okraje nádoby a rostlinami či materiálem do výšky 3–5cm je vrstva, pás nazývaný mizugiwa (水際). Tento pás je u rostlin zcela bezlistý a ani materiál nemá mít žádné postranní výběžky. Tento pás představuje část rostlin nebo materiálu u vody ovlivňovaného stoupající a klesající vodní hladinou. Není třeba dodržovat žádná přísná pravidla. Nejvýznamnější je koncepce díla a záměr autora, co chce úpravou vyjádřit. Dílo by mělo být harmonické, vyvážené a mělo by mít jasný rytmus prvků.
Nálada autora, jeho snaha vyjádřit své pocity je podstatná při výběru rostlinného materiálu, který je vybírán pro vnitřní charakter jednotlivých odrůd rostlin. Ten je zřejmý z charakteru olistění a uspořádání, barvy a tvaru květů. Forma bývá jednoduchá a překvapení pramení z kombinace neobvyklých rostlin. Úprava proto vyžaduje důkladné studium rostlin s ohledem na jejich výtvarné působení.

## Rozdělení
Aranžmá šóka, jenž je vytvořeno z jedné rostliny se nazývá iššu-ike  (一種生け), je li aranžmá ze dvou druhů nazývá se nišu-ike  (二種生け), je li ze tří nazývá se sanšu-ike (三種生け).